# Sibiu Open 2022
Il Sibiu Open 2022 è stato un torneo maschile tennis professionistico. È stata l'11ª edizione del torneo, facente parte della categoria Challenger 80 nell'ambito dell'ATP Challenger Tour 2022, con un montepremi di 45 730 €. Si è svolto dal 19 al 25 settembre 2022 sui campi in terra rossa del Tenis Club Pamira di Sibiu, in Romania.

## Partecipanti

### Teste di serie
| Nazionalità          | Giocatore              | Ranking* | Testa di serie |
| -------------------- | ---------------------- | -------- | -------------- |
| Argentina            | Federico Coria         | 71       | 1              |
| Austria              | Filip Misolic          | 145      | 2              |
| Rep. Ceca            | Zdeněk Kolář           | 156      | 3              |
| Argentina            | Thiago Agustín Tirante | 171      | 4              |
| Italia               | Riccardo Bonadio       | 174      | 5              |
| Bosnia ed Erzegovina | Damir Džumhur          | 193      | 6              |
| Belgio               | Kimmer Coppejans       | 200      | 7              |
| Serbia               | Nikola Milojević       | 207      | 8              |

* Ranking al 12 settembre 2022.

### Altri partecipanti
I seguenti giocatori hanno ricevuto una wild card per il tabellone principale:
- Marius Copil
- Victor Vlad Cornea
- Dragoș Dima

Il seguente giocatore è entrato in tabellone con il ranking protetto:
- Jan Choinski

I seguenti giocatori sono passati dalle qualificazioni:
- Ivan Gakhov
- Giovanni Fonio
- Rudolf Molleker
- Kai Wehnelt
- Steven Diez
- Georgii Kravchenko

## Campioni

### Singolare
Nerman Fatić ha sconfitto in finale  Damir Džumhur con il punteggio di 6–3, 6–4.

### Doppio
Ivan Sabanov /  Matej Sabanov hanno sconfitto in finale  Alexander Erler /  Lucas Miedler con il punteggio di 3–6, 7–5, [10–4].